# غازاندا
غازاندا هي قرية في بلدية بوروري في مقاطعة بوروري في جنوب بوروندي. تقع جنوب غرب بوروري وتقع محمية غابة بوروري في المنطقة.

## روابط خارجية
- خريطة القمر الصناعي في Maplandia.com